# Borovik
Borovik je malá vesnice v opčině města Komiža v Chorvatsku, v Splitsko-dalmatské župě. V roce 2021 zde žilo 7 obyvatel. Počet obyvatel je klesající, v roce 2011 zde žilo 12 obyvatel. Vesnice je situována ve vnitrozemí ostrova Vis.